# Antheuil-Portes
Antheuil-Portes es una comuna francesa situada en el departamento de Oise, en la región de Alta Francia.

## Demografía
| 346 | 270 | 246 | 290 | 386 | 416 | 413 |
| Para los censos de 1962 a 1999 la población legal corresponde a la población sin duplicidades (Fuente: INSEE [Consultar]) |     |     |     |     |     |     |